# Dret local
Els dret local o propi va ser el sistema jurídic característic de l'Europa occidental durant l'alta edat mitjana, que va implicar una diversitat o pluralitat jurídica, representada per una gran quantitat de drets aplicables en funció de la localitat o zona territorial particular dins d'un mateix país.
Aquest fenomen es va donar a la península Ibèrica a través dels denominats furs, en Itàlia, mitjançant les consuetuds i els Statuta, a França, en els anomenats pays de droit coutumier mitjançant les coutumes, Charta de franchise (de communes, consulats o privileges Urbains i, en els pays de droit écrit, a través consuetudines, franchise et coutumes, Statuta i leges municipals, a més de les Ordonnance (de comtats i ducats); a Alemanya també es va plasmar amb drets propis de cada ciutat (Stadrechte) o d'un comtat, ducat o principat.

## Nota
1. ↑  Adolf Berger. Encyclopedic dictionary of Roman law.  American Philosophical Society, 1953, p. 527–. ISBN 978-0-87169-432-4 [Consulta: 4 gener 2012].